# Den Pfalziske Arvefølgekrig
Den pfalziske Arvefølgekrig var en krig der blev udkæmpet 1688 — 1697 primært i Europa, mellem Frankrig og en europæisk koalition med bl.a. det Tysk-romerske rige, England, Spanien, Holland og Sverige.
Krigen begyndte, da Ludvig 14. af Frankrig ikke overholdt Regensburg-våbenstilstanden af 1684. Han erklærede, at han ville besætte kurfyrst Karl af Pfalz’ land efter hans død (1685) som sikkerhed for de fordringer, han gjorde på sin svigerinde hertuginde Elisabeth Charlotte af Pfalz' vegne på hendes broders rørlige ejendom og allodialgodser. Nu sluttede kejser Leopold i Berlin (1688) en overenskomst med kurfyrst Frederik Vilhelm af Brandenburg og i Augsburg med de øvrige tyske fyrster, Spanien og Sverige, hvorved de forpligtede sig til at opretholde det tyske riges integritet.
Dette forbund og et ærkebispevalg i Köln benyttede Ludvig som påskud for at erklære kejseren krig (1688), og da Vilhelm 3. af Oranien var landet i England for at fordrive Jakob 2. af England, fik også de Forenede Nederlandes parlament, Generalstaterne, en krigserklæring. Nederlandene og England tiltrådte året efter Augsburg-forbundet, og i 1690 sluttede Savojen sig til Ludvigs fjender. Med næsten uafbrudt held kæmpede de franske hære i Tyskland, Nederlandene, Spanien og Italien. Det skønne Pfalz blev ifølge François-Michel le Tellier, marquis de Louvois' plan ødelagt i bund og grund, og hverken kejseren eller de tyske fyrster formåede trods ihærdige anstrengelser at trænge fjenden tilbage over Rhinen.
I Nederlandene sejrede Luxembourg ved Fleurus (1690), Steenkerke (1692) og Neerwinden (1693). I Italien sejrede Nicolas Catinat ved Staffarda (1690) og Marsaglia (1693), og i Katalonien tabte spanierne den ene by efter den anden. Derimod led den franske flåde under Anne Hilarion de Tourville et afgørende nederlag ved La Hogue (1692).
Efterhånden blev begge parter trætte, og da Ludvig 14. ønskede sig frie hænder ved Karl 2. af Spaniens ventede død, var han så meget mere villig til at åbne underhandlinger. Først sluttede Savojen fred i Turin (19. august 1696), hvorved det fik Pignerol tilbage; i 1697 åbnedes Fredskongressen i Rijswijk ved Haag, og 20. september samme år vedtoges fredstraktaten af England, Generalstaterne og Spanien. Ludvig anerkendte Vilhelm 3. som engelsk konge, lovede hollænderne udvidet handelsfrihed i Frankrig og tilbagegav Spanierne de fleste erobrede byer.
Først 30. oktober 1697 undertegnede kejserens gesandt protokollen; Ludvig tilbagegav alle byer erobret i Genforeningskrigen (1683-1684), der lå uden for uden for Elsass, fik en afståelsessum til Elisabeth Charlotte (Liselotte af Pfalz) og tvang i sidste øjeblik Tyskland til at lade den katolske religion, som franskmændene under krigen havde indført i Pfalz, fortsætte efter freden.